# Alliance du 8-Mars
L’Alliance du 8-Mars est une coalition politique libanaise formée en 2005. Elle soutient la présence syrienne au Liban et s'oppose à la coalition antisyrienne de la révolution du Cèdre, nommée Alliance du 14-Mars.

## Histoire
Le nom de cette coalition renvoie au 8 mars 2005, quand différents partis appellent à une manifestation de masse à Beyrouth en réponse à la Révolution du Cèdre. La manifestation a pour objectif de remercier la Syrie d'avoir stoppé la guerre du Liban, aidé à stabiliser le Liban et soutenu la résistance libanaise contre l'occupation israélienne.
Menée par le mouvement Amal et le Hezbollah, l'alliance perd les élections de 2005 mais devient la première force d'opposition au Liban.

### Inclusion du Courant patriotique libre
Le Courant patriotique libre est à la base membre du mouvement de l'Alliance du 14-Mars, il a participé à toutes les manifestations contre l'occupation syrienne depuis 1989 jusqu'au 14 mars 2005. Mais celui-ci fait une scission le 6 février 2006 lorsque son président Michel Aoun signe un protocole d'entente avec le Hezbollah, considérant que le retrait de l'armée syrienne au Liban fin avril 2005 mettait fin à leur projet contre la Syrie.
En janvier 2011, ce mouvement du 8-Mars est rejoint par le Parti socialiste progressiste, mené par le druze Walid Joumblatt, permettant à Najib Mikati de former un gouvernement en juin 2011.

## Composition
L'Alliance du 8-Mars est composée de divers courants politiques :
- Le Courant patriotique libre (maronite)
- le mouvement Amal (chiite)
- le Hezbollah (chiite)
- le Parti démocratique (druze)
- le mouvement Marada (maronite)
- le mouvement Majd (sunnite)
- la Tashnag (arménien)
- le Parti social nationaliste syrien (laïc)
- le Parti Baas (laïc)
- le Parti Solidarité (maronite)